# Louis Bezencenet
Louis Bezencenet, né le 11 septembre 1843 à Aigle et mort le 2 novembre 1922 à Lausanne, est un architecte vaudois.

## Biographie
Louis Bezencenet est diplômé en génie civil de l'École polytechnique fédérale de Zurich. Établi comme architecte à Lausanne dès 1870, il s'associe avec Alexandre Girardet en 1888. On leur doit entre autres à Lausanne, l'École de chimie à la Cité, l'École supérieure de jeunes filles à Villamont, le Collège de Beaulieu et le corps central du Palais de Rumine sur les plans de Gaspard André.
En collaboration avec Eugène Jost, il construit l'Hôtel des postes sur la place Saint-François et avec Schnell le Beau-Rivage Palace à Ouchy. Louis Bezencenet édifie aussi le Casino d'Yverdon. Classique à ses débuts, il passe ensuite à l'historicisme. Juré dans de nombreux concours, il est l'initiateur des tarifs de la branche.
Il est élu député libéral au Conseil communal à Lausanne de 1882 à 1897.

## Réalisations
- 1888 : l'École supérieure de jeunes filles à Villamont[2] ;
- 1891 : l'École de Chimie, située sur la place du Château à Lausanne[3] ;
- 1900 : l'Hôtel des postes sur la place Saint-François[2].